# Nicolas Rumpl
Nicolas Rumpl est un monteur belge.
Il a remporté deux Magritte du cinéma du meilleur montage, en 2022 pour son travail sur le film Un monde et, en 2023, pour celui sur Rien à foutre. Il avait été nommé pour ce prix en 2017 pour Parasol.

## Filmographie partielle

### Au cinéma
- 2009 :  Juste la lettre T  (court métrage)
- 2011 :  Dimanches  (court métrage)
- 2011 :  La Version du loup  (court métrage)
- 2011 :  On the road again, le cinéma de Bouli Lanners
- 2013 :  Silence Radio
- 2013 :  Lágy esö  (court métrage)
- 2013 :  Fable domestique  (court métrage)
- 2014 :  Les Rayures du zèbre
- 2014 :  Les Corps étrangers  (court métrage)
- 2014 :  Et Roméo épousa Juliette  (court métrage)
- 2015 :  Parasol
- 2017 :  Boli Bana
- 2017 :  Les Films de l'été  (court métrage)
- 2017 :  La Part sauvage
- 2017 :  Eastpak  (court métrage)
- 2017 :  Si tu étais dans mes images  (court métrage)
- 2018 :  D'un château l'autre  (court métrage)
- 2018 :  La Musique  (court métrage)
- 2019 :  Passing time  (court métrage)
- 2019 :  Détours  (court métrage)
- 2019 : Noura rêve
- 2021 :  Natural Light
- 2021 :  Un monde
- 2021 :  Rien à foutre
- 2021 :  Sans soleil
- 2022 :  Le Bleu du caftan
- 2022 :  Last Dance
- 2022 :  Ailleurs si j'y suis

### À la télévision
- 2012 :  La Case de l'oncle Doc  (série télévisée, 1 épisode)
- 2016 :  Ennemi public  (série télévisée, 10 épisodes)
- 2016-2018 :  La Trêve (série télévisée, 20 épisodes)

## Récompenses et distinctions
- (en) Nicolas Rumpl: Awards, sur l'Internet Movie Database